# Chiesa di Santa Margherita (Bisceglie)
La chiesa di Santa Margherita è un luogo di culto cattolico in stile romanico di Bisceglie, edificato nel XII secolo fuori dalle mura cittadine, in strada Margherita.

## Storia

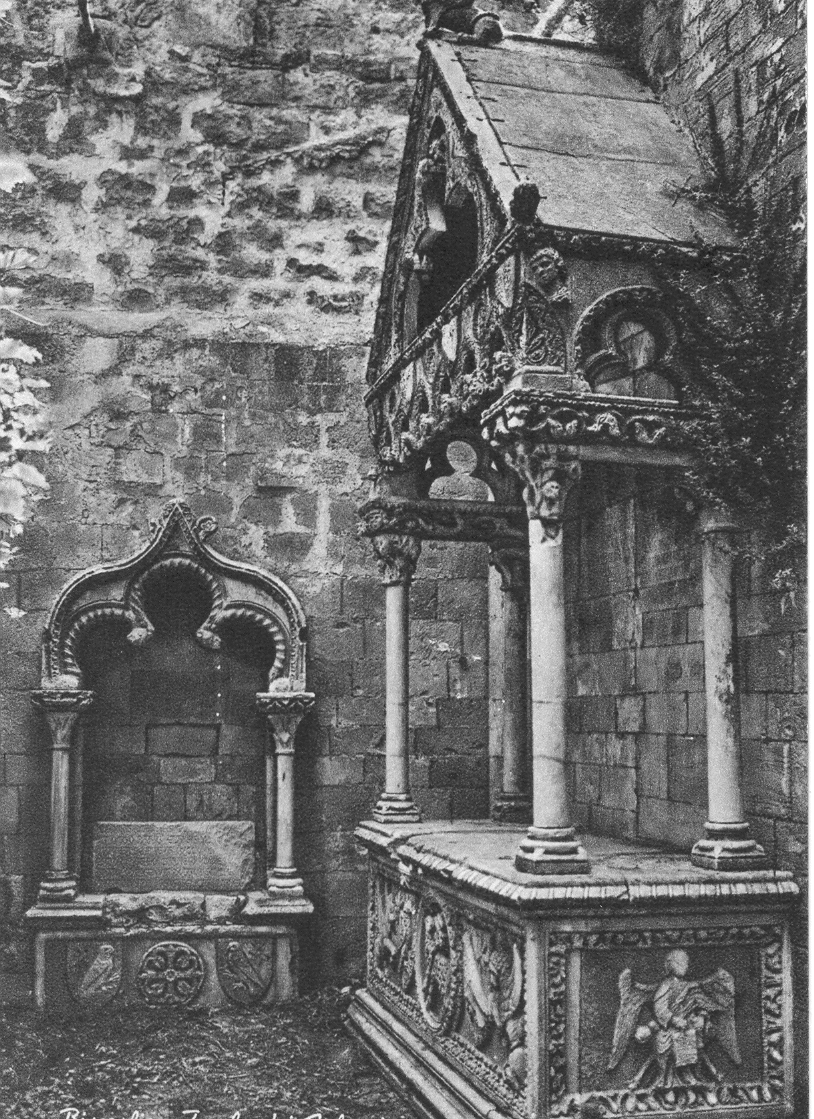
Chiesa di Santa Margherita

La data di costruzione della chiesa, supportata da un antico documento, risale all'anno 1197.

Il piccolo tempietto, dedicato a santa Margherita di Antiochia, rappresenta un “attestato di gratitudine” da parte del suo fondatore, Falco, giudice della Curia Imperiale, ruolo prestigioso che verrà rivestito da personaggi come Pier della Vigna o come Taddeo di Sessa.

Questo monumento, assai raro per la conservazione inattaccata dalla progressione dei secoli, originariamente insisteva su un suolo cintato ma di dimensioni più ampie rispetto a quelle attuali.

Gli ultimi lavori di restauro sono terminati nel 2002.

## Descrizione
La chiesa, innalzata in ottima pietra da taglio a corsi disuguali, rappresenta un raffinato modello di architettura romanico pugliese.

La semplice facciata a capanna a paramento liscio presenta un portale lunato a doppia ghiera sovrastato da un oculo, originariamente traforato. Il timpano di facciata, coronato da una teoria di archetti rampanti, incornicia una rosa scolpita con le iniziali della Santa, titolare del tempio. L'esterno presenta, oltre al timpano di facciata, anche i timpani di testata laterale e della parte absidale.

La pianta è a croce greca contratta. La navata del tempio, su cui si imposta nella parte centrale all'incrocio con i bracci una cupola su pennacchi, è conclusa ad est da un'abside semicircolare. All'interno di essa vi è un baldacchino a due colonne su leoni romanici.

Il tetto presenta una copertura piramidale che nasconde l'estradosso della cupola. Esso è a “chiancarelle”, piccole lastre di pietra calcarea locale.

L'elegante apparato ornamentale della chiesa, distribuito con parsimonia, è leggermente accentuato sulla testata orientata a nord con l'Agnus dei e alcune mensole di imposta alla cornice di archetti che concludono il timpano.

Sempre sul fianco esterno orientato a nord sono addossati tre sepolcri realizzati da alcuni dei più noti maestri pugliesi del XIII secolo: Facitolo da Bari e Anseramo da Trani.

Il primo sepolcro, incompleto, con la figura giacente di un guerriero è dedicato a Basilio e Mauro Falconi.

Il secondo, dedicato a Riccardo Falconi e realizzato da Facitolo da Bari, presenta un ricco baldacchino finemente ornato e traforato risale al 1220.
Il terzo è destinato ai bambini dei Falconi, realizzato da Anseramo da Trani nel 1246, ha un baldacchino ad arco trilobato poggiante su due colonne.

All'interno della chiesa vi sono lapidi iscritte che trasmettono la memoria dei personaggi qui sepolti, come Riccardo, Mauro e Basilio Falconi, dell'abate Giacomo, e vi è, inoltre, un'iscrizione del 1136 proveniente dalla chiesa di San Fortunato, ormai scomparsa.

L'interno è suddiviso in tre navate con doppio portico, per mezzo di colonne che sorreggo archi a tutto sesto. La navata centrale è coperta a capriate, mentre quelle laterali sono coperte da volte a vela.

A corredo della chiesa venne realizzata, nel XIII secolo,  una tavola raffigurante le eroiche imprese e le virtù di Santa Margherita che si mostra con le mani alzate in atto di preghiera. Attualmente la tavola è conservata presso la Pinacoteca metropolitana di Bari. Il tempio fu corredato di altre due tavole, di cui una raffigurava San Nicola di Bari e l'altra una Madonna col bambino.

## Altre immagini

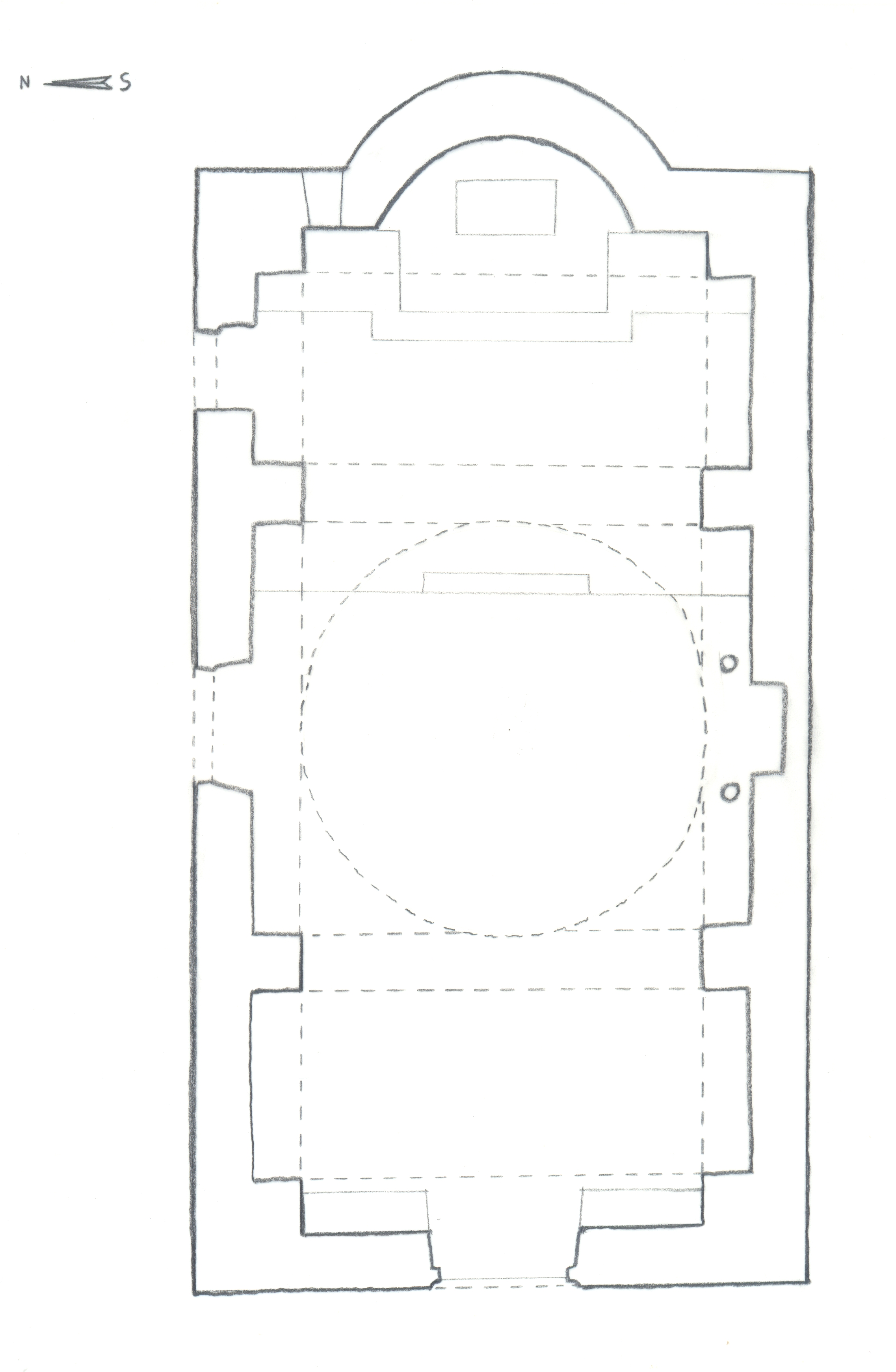
pianta della chiesa
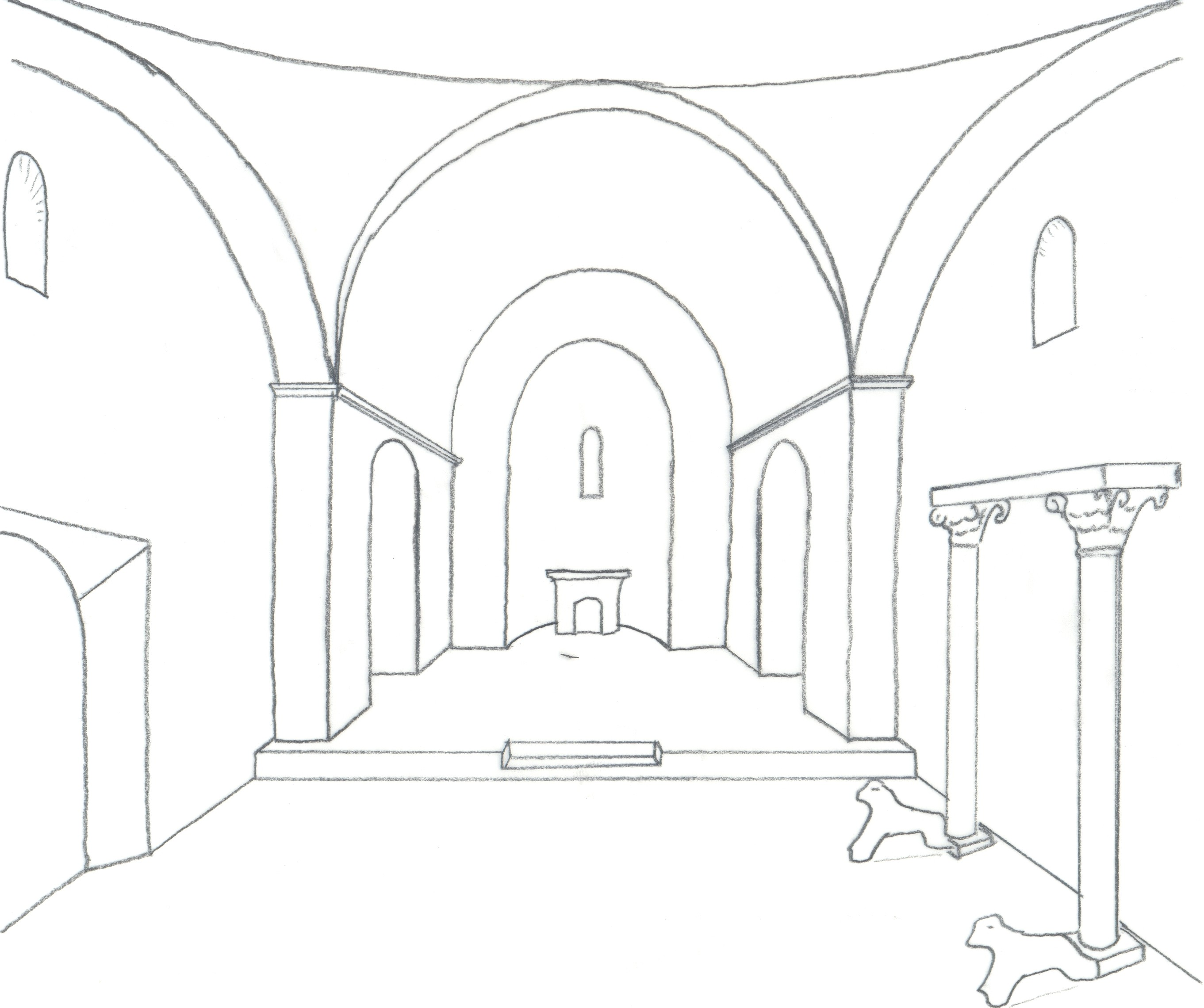
chiesa, prospettiva interna
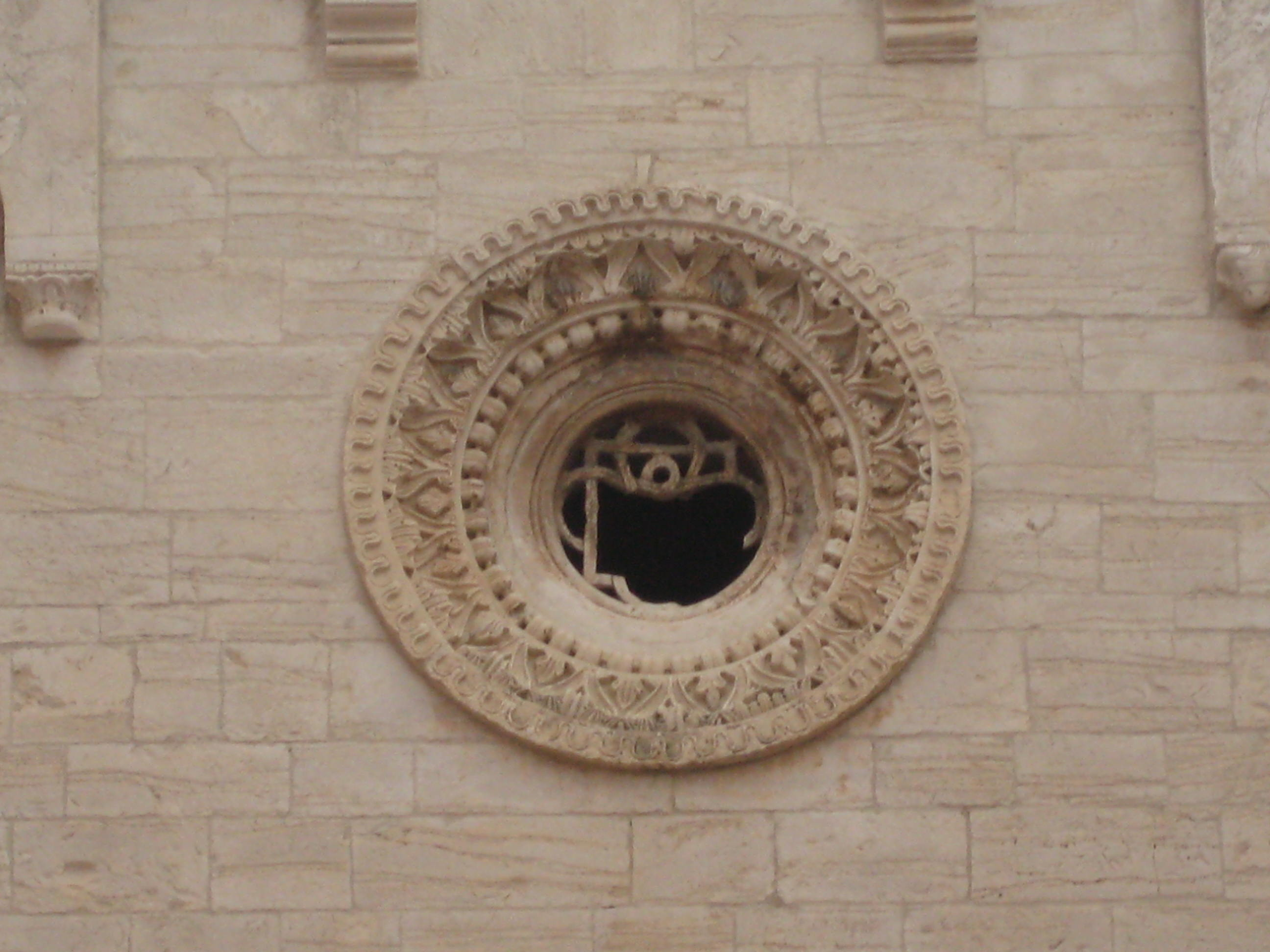
oculo traforato presente in facciata
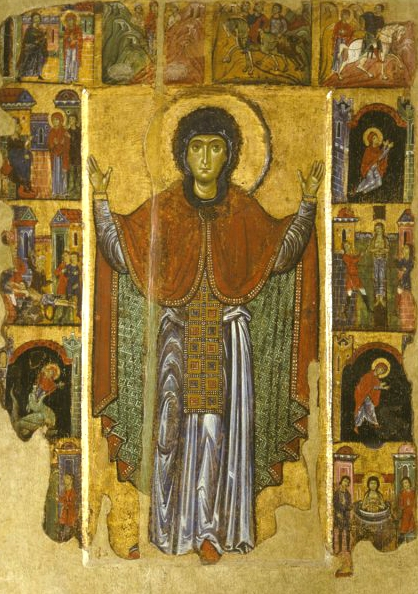
tavola raffigurante Santa Margherita
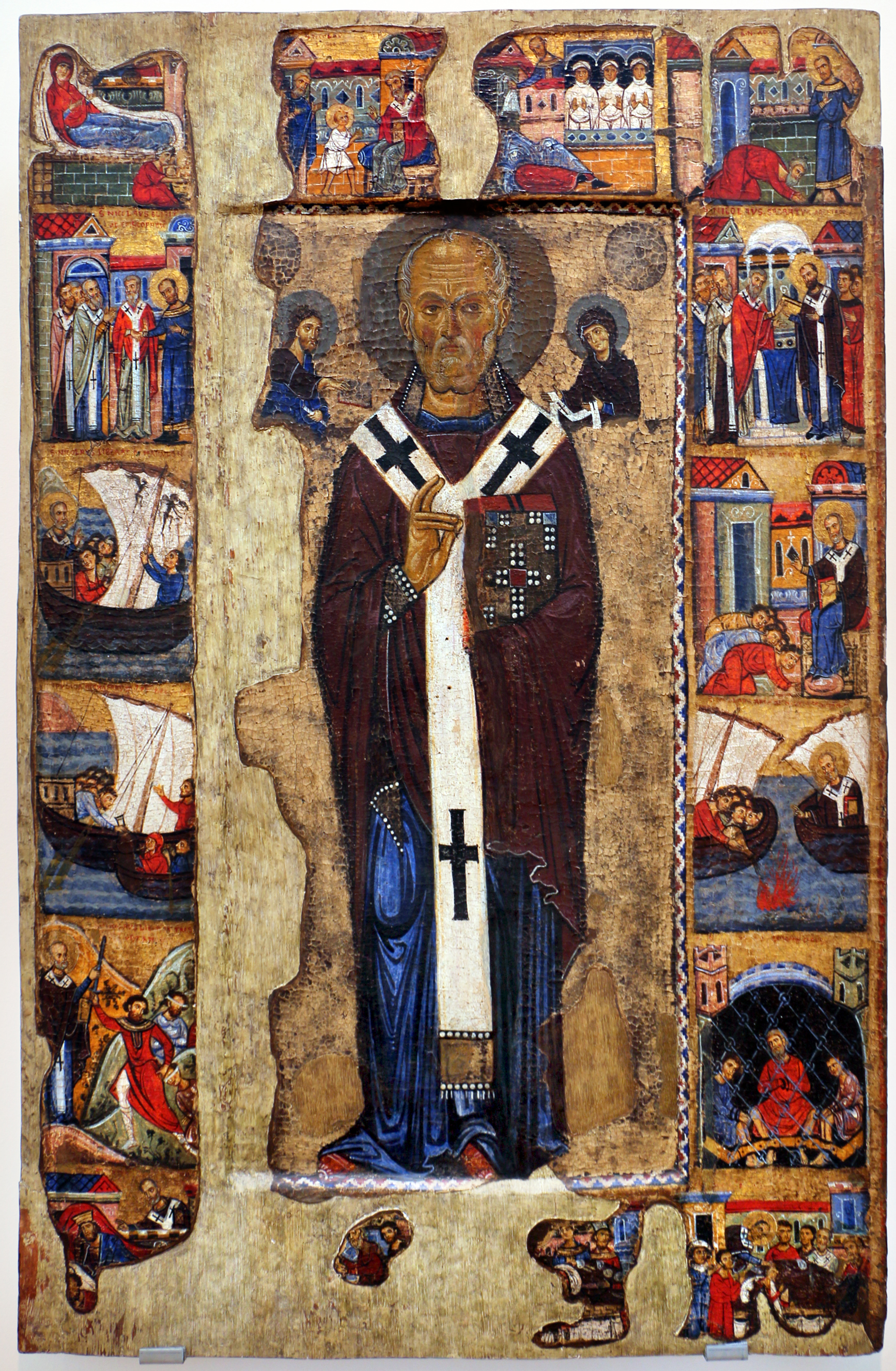
tavola raffigurante San Nicola di Bari
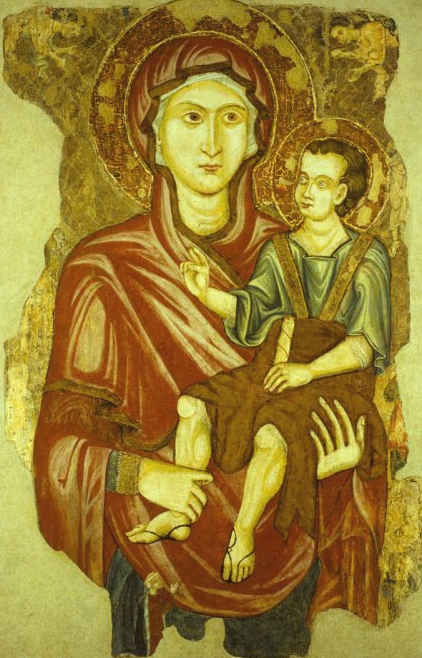
tavola raffigurante la Madonna col Bambino